# Años 170

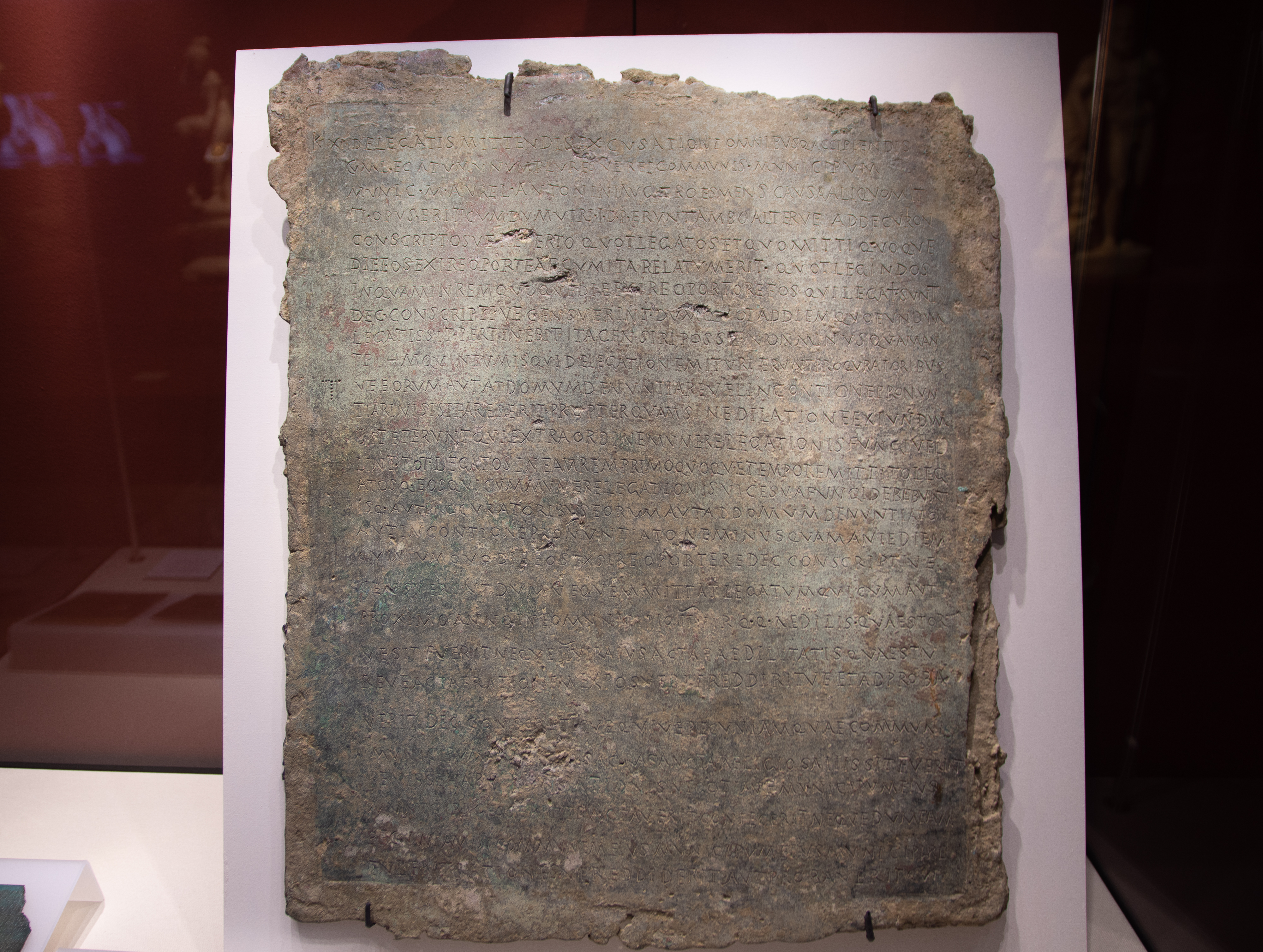

Los años 170 o década del 170 empezó el 1 de enero del 170 y terminó el 31 de diciembre del 179.

## Acontecimientos

### Por lugar

#### Hispania
- Hispania romana: Incursiones de tribus moras que afectan a ciudades como Italica y Singilia Barba, en 171 y posiblemente también en 175-176.[1]

#### Imperio Romano
- La Peste antonina del 165-180.
- Mesopotamia se convierte en provincia romana.

### Por tema

#### Religión
- San Eleuterio sucede a San Sotero como papa en el año 175